# Eckberg (Berg)
Der Eckberg ist ein Vorgipfel des Untersbergmassivs.
Seine Höhe beträgt 1012 Meter, damit ist er einer der niedrigeren Gipfel der Berchtesgadener Alpen.